# Ся Цзюн
Цзюн (спрощ.: 扃; кит. трад.: 扃; піньїнь: Jiōng) — дванадцятий правитель держави Ся, наступник свого брата Бу Сяна.

## Загальні відомості
Місце народження невідоме. Його батьком був Се. Ім'я та походження матері невідомі. 
Відповідно до Бамбукових анналів, він керував державою близько вісімнадцяти років. Відповідно до Історичних записів - двацять один. 
На п'ятдесять дев'ятому році правління Бу Сян передав йому трон. Своєю столицею Ся Цзюн зробив місто Уксю. 
Ще через десять років Бу Сян помер.